# 吉姆·皮尤
吉姆·皮尤（英語：Jim Pugh，1964年2月5日—），美国加州前男子网球运动员，生于伯班克，现居曼哈顿海滩。他曾获得澳大利亚网球公开赛男子双打冠军、混合双打冠军、温布尔登网球锦标赛男子双打冠军、混合双打冠军、美国网球公开赛混合双打冠军。